# Gelbflockiger Wollstiel-Schirmling
Der giftverdächtige Gelbschuppige oder Gelbflockige Wollstiel-Schirmling (Lepiota magnispora, syn. Lepiota ventriosospora) ist eine Pilzart aus der Familie der Champignonverwandten (Agaricaceae). Die Art ähnelt sehr dem häufigeren Wolliggestiefelten Schirmling unterscheidet sich aber durch das lebhaft gelb- bis ockerfarbene Velum und die großen, spindelförmigen Sporen. Die Fruchtkörper erscheinen von Juni bis November in Nadel- und Laubmischwäldern.

## Merkmale

### Makroskopische Merkmale
Der 3–6 (8) cm breite Hut ist anfangs kegelig und oft stumpf gebuckelt und schirmt später auf. Er ist auf ockergelblichem Grunde mit zimtbraunen, konzentrisch angeordneten Schuppen bedeckt. Auch die fast samtig-glatte Hutmitte ist dunkler ockerbraun bis rötlich braun gefärbt, jedoch weniger deutlich abgegrenzt als beim Wolliggestiefelten Schirmling. Der Hutrand ist jung mit einem gelblichen Velum fransig behangen.
Die relativ eng stehenden, dünnen, weißlichen bis blass cremefarbenen Lamellen berühren nicht den Stiel. Das Sporenpulver ist weiß und dextrinoid.
Der 5–8 cm lange und 0,3–0,8 cm breite Stiel ist weißlich, aber unterhalb der undeutlichen ausgebildeten Ringzone von einem gelblichen Velum wollig überzogen und erscheint dadurch gelbzottig. Ein echter Ring fehlt. Im Alter kann der Stiel verkahlen und sich dunkler verfärben, besonders zur Basis hin.
Das dünne, weißlich bis gelbliche Fleisch riecht schwach pilzartig und schmeckt mild, bisweilen aber auch kratzend und widerlich. Der Geruch kann manchmal auch etwas an den Stink-Schirmling oder an Leuchtgas erinnern.

### Mikroskopische Merkmale
Die langspindelig, 14,5–17,5 (25) µm langen und 4–5,5 µm breiten Sporen haben eine deutliche Hilardepression, das ist eine kleine Vertiefung vor dem Apiculus.

## Artabgrenzung
Der Gelbflockige Wollstiel-Schirmling unterscheidet sich vom nahe verwandten Wolliggestiefelten Schirmling (Lepiota clypeolaria) durch sein gelbliches Velum und die größeren Sporen. Ebenfalls sehr ähnlich ist der Weiße Wollstielschirmling (L. alba), der in allen Teilen weiß gefärbt ist und ebenfalls kürzere Sporen hat. Eine gewisse Ähnlichkeit besitzt auch der Beschuhte Schirmling (L. ignivolvata), dessen Stielbasis im Alter rötet.

## Ökologie
Man findet den saprobiontisch lebenden Gelbflockigen Wollstiel-Schirmling in der Laub- und Nadelstreu von Nadel- oder Laubmischwäldern. Er kommt sowohl auf kalkhaltigen wie auf sauren Böden vor, die Fruchtkörper erscheinen von August bis Oktober. Häufige Begleitbäume sind Rotbuchen, Eichen und besonders Fichten.

## Verbreitung

Europäische Länder mit Fundnachweisen des Gelbflockigen Wollstiel-Schirmlings.
Legende:
grün = Länder mit Fundmeldungen
cremeweiß = Länder ohne Nachweise
hellgrau = keine Daten
dunkelgrau = außereuropäische Länder.

Der Pilz wurde in Nordamerika (Kanada, Mexiko, USA), Asien (Indien, Südkorea, Türkei) und Europa nachgewiesen. Er ist in ganz Nord-, West- und Mitteleuropa verbreitet. Insgesamt ist er in Westeuropa, in den Beneluxstaaten und Großbritannien relativ selten,  in Mitteleuropa ist er weit verbreitet aber ebenfalls nicht sehr häufig, während er im südlichen Skandinavien ziemlich häufig ist. In Norwegen reicht das Verbreitungsgebiet bis zum 69. Breitengrad. Zur östlichen und südöstlichen Verbreitung gibt es nur wenig Angaben.

## Bedeutung
Der Gelbflockige Wollstiel-Schirmling ist giftverdächtig und sollte wie alle kleinen Schirmlinge mit unverschiebbarem Ring, nicht zu Speisezwecken gesammelt werden.